# Jean Ivoula

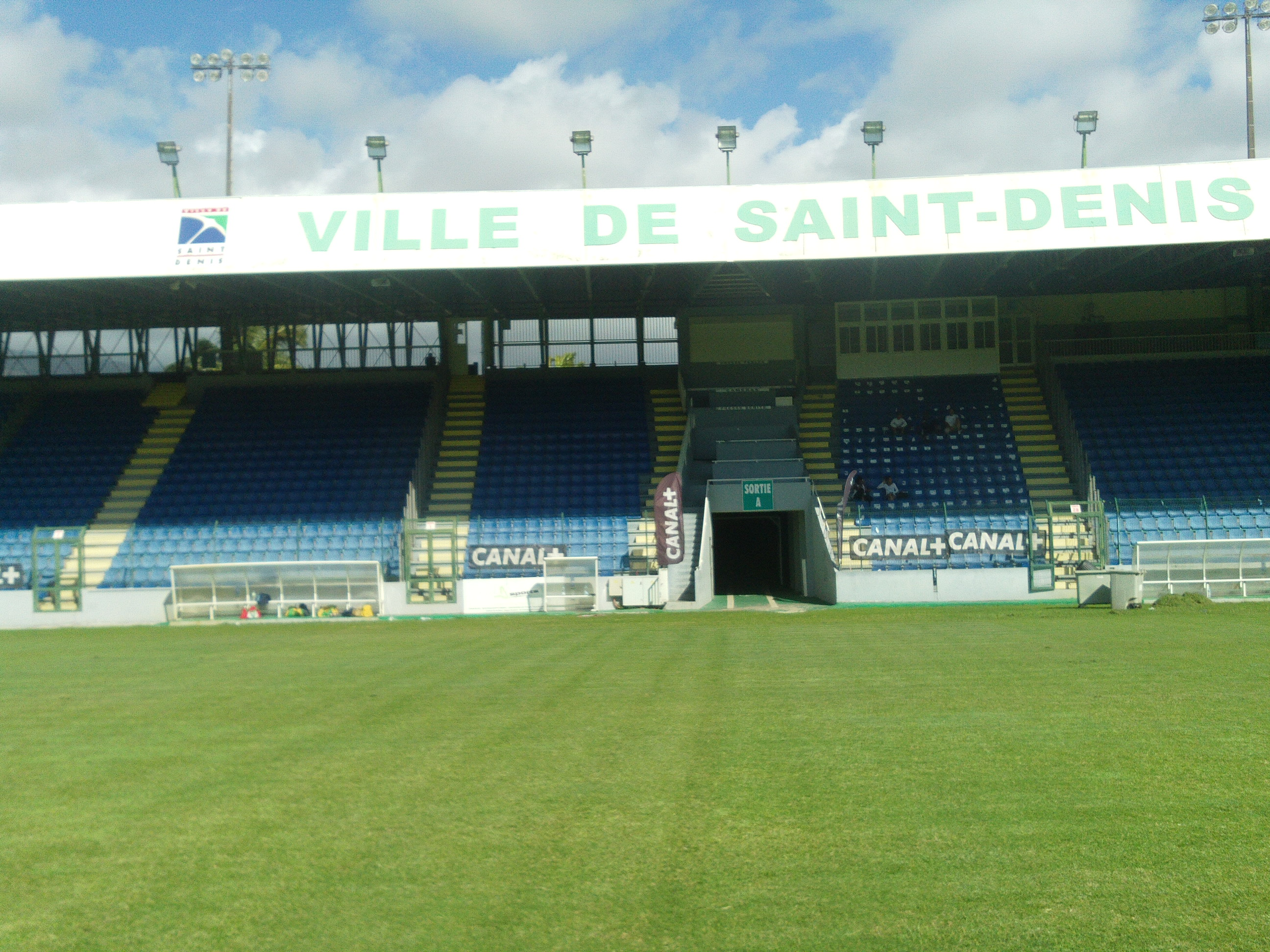
Le Stade de l'Est de Saint-Denis a été renommé Stade Jean Ivoula.

Jean Gabriel Raphaël Ivoula est un homme politique français né le 3 juillet 1958 à Saint-Denis de La Réunion et mort le 20 janvier 2001.
Militant culturel et associatif, poète et auteur de nouvelles publiées par l'ADER (Association des Écrivains de La Réunion), élu en tant que conseiller municipal et conseiller général. Ses parcours associatif et politique sont étroitement liés au quartier du Chaudron. Il est notamment à l'origine de la création du collectif du Chaudron. Il est entouré alors d'autres personnalités associatives de Saint-Denis comme Bernard Robert, Alex Maillot (chef de projet), Jean-Claude Taillamée (président du Case du Chaudron), François Créteau, Simon Nanguet... 
Membre du GKR (Group Kiltirel Réyoné) qui travaille sur Lékritir 77. Il meurt le 20 janvier 2001 des suites d'une longue maladie. On dira de lui : « Jean Ivoula est l'exemple réussi de l'engagement dans les deux mondes, associatif et politique ».

## Les années de formation
- 3 juillet 1958 : naissance à Saint-Denis de La Réunion, fils de Jacques, Laurent Ivoula et de Marie, Joséphine Boudia. La famille Ivoula s'installe au Chaudron dans le milieu des années 1960, il a alors 8 ans. Sa grand-mère, Marguerite Ivoula fut cofondatrice de l'Union des femmes de La Réunion et proche de Raymond Vergès. Son père Jacques Ivoula était ouvrier manutentionnaire aux établissements de la Hogue et Guézé, syndiqué à la CGTR.
- 1976 : Baccalauréat série économie au lycée du Butor à Saint-Denis.
- 1979 : Publication par l'Association des écrivains réunionnais (ADER) de « Zistoir ti-gri », recueil de nouvelles.
- 1980-1985 : Secrétaire départemental de la JOC. En 1983, il participe au congrès de la JOC avec Jean Pla à Madrid[2].
- 1981 : Conseiller d'éducation au lycée privé Levavasseur de Saint-Denis
- 1981-1993 : Agent du Trésor, catégorie C (en disponibilité lorsqu'il sera élu conseiller municipal)

## L'engagement syndical et associatif
- 1983-1989 : Secrétaire adjoint de la CFDT-Trésor.

- 1984 : Association de défense des Intérêts des Locataires du Chaudron

- 1985-1986 : Secrétaire de l'ADER

## L'entrée en politique

### 1989: Un changement d'époque
- 1989 : Jean Ivoula devient conseiller municipal de Saint-Denis, adjoint spécial du Chaudron. Présent sur la liste de Gilbert Annette pour les municipales. À la suite de la victoire contre Auguste Legros, il devient adjoint spécial du Chaudron. Camille Sudre fait également son entrée en politique en tant que 3e adjoint. Cette élection marque un changement d'époque pour Saint-Denis, une rupture avec l'ancienne classe politique réunionnaise.

- 1990 : Membre du Conseil Fédéral du Parti Socialiste de La Réunion

- Juin 1990 : Il accueille Lionel Jospin au Chaudron.

### La crise des cités et de la jeunesse urbaine
Ces étapes sont marquées de décembre 1990 à février 1991 par les événements du Chaudron, terme désignant la première crise des cités à La Réunion où se révèle le malaise de la jeunesse urbaine de Saint-Denis . Louis Le Pensec, alors ministre des DOM-TOM se rend en visite à Saint-Denis fin février 1991 . Sa mission a pour objectif de définir avec les responsables élus et le préfet les moyens d'un retour à l'apaisement. Louis Le Pensec propose la mise en place des mesures nouvelles pour le territoire concernant la politique de la ville et notamment la mise en place progressive des contrats de ville.

### L'émergence de Free Dom
Cette période voit l'émergence du mouvement politique Free Dom qui devient le groupe majoritaire à l'assemblée Régionale à la suite des élections du 22 mars 1992. Ces Régionales sont annulées par le Conseil d'État le 7 mai 1993 .
De nouvelles élections sont organisées le 20 juin 1993 . La liste Free Dom remporte cette fois 13 sièges, le mouvement ne réussit pas à transformer en vote d'adhésion, le vote protestataire de mars 1992. Margie Sudre est élue présidente de la Région Réunion le vendredi 25 juin 1993 . C'est la première femme de La Réunion à la tête de La Région.

## Le plébiscite des cantonales de mars 1994

### Les cantonales partielles du Chaudron (11-18 juillet 1993)
À l'issue du premier tour (11 juillet 1993) Camille Sudre récolte 48,41 % des suffrages (soit 1459 voix). Il affronte au second tour, Gabriel Armoudom candidat du PS. Camille Sudre est élu conseiller général au second tour  avec 56 % des suffrages. Gabriel Armoudom siègera quand même au Conseil général en tant que suppléant de Gilbert Annette. Ce dernier devant démissionner de son poste pour cumul de mandat (il reste maire et député).
- Fin juillet 1993 : Jean Ivoula accompagne Gilbert Annette lors de la visite de Dominique Perben, ministre des Départements et Territoires d'Outre Mer au Village Jeunes du Chaudron [9].

### Un contexte politique marqué par « les Affaires»
Le contexte du mois de mars 1994 est marqué par « les Affaires », terme qui désigne une série de mises en examen dans le cadre d'affaire politico-judiciaire impliquant un certain nombre d'hommes politiques réunionnais : 
- Gilbert Annette démissionne de son mandat municipal le 2 mars 1994. Il sera mis en examen et condamné au cours de ce même mois ;
- Sous le coup d'une procédure de révocation de ses fonctions de maire (il est alors en "cavale" depuis près d'un an car mis en cause dans « l'affaire Dumez »), Pierre Vergès démissionne de son mandat de maire [10] ;
- Cassam Moussa, alors maire de Saint-Paul, est condamné à 18 mois de prison ferme [10];
- Affaire du « tabassage » des femmes lors d'une manifestation au Tampon [11];
- Condamnation d'Éric Boyer ainsi que celle de Jean-Luc Poudroux dans l'affaire dite de "la billetterie unique" [12].

### Les cantonales de mars 1994
Jean Ivoula bat Michel Vitry avec plus de 70 % des voix au second tour des Cantonales, le 20 mars 1994 et devient Conseiller général du Chaudron (canton de Saint-Denis-7).

Résultats de l'élection cantonale de mars 1994
| Premier tour                             | Second tour           |
| ---------------------------------------- | --------------------- |
| Jean Ivoula, 48,47 % PS                  | Jean Ivoula, 72,10 %  |
| Michel Vitry, 26,99 % DVD                | Michel Vitry, 27,90 % |
| Florian Baillif, 8,66 % PCR              | -                     |
| Félicien Malbrouck, 7,91 % CDCA          | -                     |
| Marcelin Rangayanaguy, 6,33 % UDF/RPR/SE | -                     |
| Émile Chane Tou Ky, 1,64 % SE            | -                     |

### Une nouvelle carte politique
Ces cantonales participent à redessiner partiellement la carte politique réunionnaise vers des hommes marquant le renouveau. La Droite ressort affaiblie de l'élection. La Gauche devient majoritaire au Conseil Général . Jean Ivoula se situe dans ce contexte. 
La séance du 1er avril n'atteignant pas le quorum est reportée au 4 avril 1994. Benjamin des nouveaux élus, Jean Ivoula est secrétaire de la séance qui marque le retour de la gauche à la tête du Palais de la Source et l'élection de Christophe Payet en tant que président du Conseil Général. Sur 47 votants Christophe Payet obtient 26 voix et Joseph Sinimalé 21 voix .

## Le positionnement sportif
- 1995-1997 : Président du Club de Football l'AS Chaudron.

## Le positionnement culturel
- 1994-1998 : Président de l'ODC (Office Départemental de la Culture)

- 1997-1998 : Jean Ivoula préside le comité d'organisation des commémorations du 150e anniversaire de l'Abolition de l'Esclavage. Le comité du 150e anniversaire de l'Abolition de l'Esclavage, émanation du Conseil Général, est créé en janvier 1997 et comporte 32 membres. Il s'est réuni de façon régulière entre janvier 1997, date de son installation et décembre 1998. Son rôle est de préparer l'événement, d'élaborer un projet de commémoration et de veiller à sa mise en œuvre, en relation avec ses partenaires institutionnels ou non institutionnels. Le Comité s'est constitué en association sous le nom d'Association pour le 150e Anniversaire de l'Abolition de l'Esclavage afin d'être l'opérateur administratif, technique et financiers de certains projets [17].

## L'après Ivoula au Chaudron
En septembre 2000, il intervient devant les militants PS lors de l'adoption de la charte de Rénovation du PS. Il est rattrapé par la maladie. Le samedi 20 janvier 2001, il décède des suites d'une longue maladie. La cérémonie religieuse se déroule à l'église du Chaudron. Ces obsèques auront lieu le dimanche 21 janvier 2001 au cimetière de l'Est.
À la suite du décès de Jean Ivoula le poste de conseiller général du 7e canton de Saint-Denis entre dans le cadre du renouvellement partiel. Alain Armand (PS), qui candidate sur le canton, récupère dès le premier tour le siège de conseiller général de Jean Ivoula. Alain Armand, alors premier adjoint de Michel Tamaya, succède à Jean Ivoula avec 53,59 % des voix (2 224 bulletins). 
Derrière Alain Armand, Albert Lebon se contente de 16,27 % des voix. En troisième position, on retrouve Gilette Aho (ancienne speakerine de RFO) soutenue par l’UPR (Droite), elle décroche 10,22 % des voix. Lors de ces élections, le Chaudron se distingue par un taux de participation de 56,94 % (en 1994, le taux s’établissait à 43,10 %) .